# Dominique Lavanant
Dominique Lavanant (Morlaix, 24 mei 1944) is een Franse actrice. 
In de films uit haar topperiode (1975-1994) belichaamde Lavanant het prototype van de deftige, gedistingeerde en ietwat geremde BCBG-vrouw ('bon chic bon genre') uit de Franse hogere middenklasse. Hierbij stonden haar conservatieve kledij en voorkomen haaks op haar authentieke komische aard.
Lavanant speelde bijna uitsluitend bijrollen in voornamelijk komische films. 

## Leven en werk

### Afkomst, opleiding en eerste stappen
Toen de kleine Lavanant twee jaar was verdronk haar vader in zee. Samen met haar broertje werd ze door haar drieëntwintigjarige moeder in armoede opgevoed. In 1955 hertrouwde haar moeder met de cardioloog van haar geboortestad Morlaix. Die man was goed voor de kinderen en bracht ademruimte.
Tussen haar veertien en eenentwintig jaar bracht Lavanant haar vakantie door in Engeland, in een klooster van een orde die door haar groottante was gesticht. Daar leerde ze niet alleen vlot Engels spreken maar kreeg ze ook een religieus gevoel mee.
In 1965 verhuisde Lavanant omwille van een man naar Parijs waar ze begon te studeren aan de Sorbonne. Nadat ze haar universitair diploma in de Engelse taal had behaald, keerde ze naar haar geboortestreek Bretagne terug om les te geven. Ze voelde zich echter niet thuis in de onderwijswereld en trok opnieuw naar Parijs. Ze nam er acteerlessen bij Tania Balachova en Andréas Voutsinas. 
In 1970 werd Lavanant opgenomen in het toneelgezelschap Compagnie Renaud-Barrault. Tegelijkertijd begon ze onewomanshows in het cafétheater te geven. In 1975 liet ze voor het eerst van zich horen in de filmwereld dankzij de tragikomedie Les Galettes de Pont-Aven waarin ze kleur gaf aan een prostituee in traditionele Bretoense klederdracht, een van de vrouwen die in Bretagne het pad kruisen van handelsreiziger Jean-Pierre Marielle die als amateurschilder in lichterlaaie staat voor het vrouwelijk lichaam.  

### Le Splendid
In 1976 maakte Lavanant kennis met Le Splendid. Vier jeugdvrienden (Gérard Jugnot, Michel Blanc, Christian Clavier en Thierry Lhermitte) vormden in 1974, samen met Josiane Balasko, Marie-Anne Chazel en Bruno Moynot, dit komisch toneelgezelschap. Het gezelschap bracht Amours, coquillages et crustacés, een eigen cafétheaterstuk, op de planken. In 1978 kwam Les Bronzés uit, de filmversie van het stuk. Deze komedie, waarin de hoofdrollen werden vertolkt door de leden van Le Splendid, behaalde behoorlijk veel succes en bezorgde het gezelschap nationale bekendheid.

### Bijrollen in filmkomedies
Ondertussen zat Lavanant niet stil en speelde, na Les Galettes de Pont-Aven, meerdere bijrollen, onder meer in de erotische komedie Calmos (1976) en in Diabolo menthe, een tragikomedie die zich afspeelt in de adolescentenwereld en de tweede meest succesrijke Franse film in Frankrijk was in 1977. 
Vanaf het einde van de jaren zeventig kreeg Lavanant heel wat bijrollen van regisseurs die hun reputatie hadden gevestigd in het genre van de komische film. Onder hen Edouard Molinaro, Yves Robert, Patrice Leconte, Gérard Oury, Claude Zidi, Claude Pinoteau, Georges Lautner, Jean-Marie Poiré en Jean-Pierre Mocky.

#### Hoogtepunten
In 1979 vertolkte Lavanant in Courage fuyons met verve de dominante echtgenote van de lafhartige en slappe Jean Rochefort. Ze werd ervoor beloond met haar eerste nominatie voor de César voor beste vrouwelijke bijrol.
In de romantische adolescentenkomedie La Boum, de meest bekeken film in Frankrijk in 1980, speelde Lavanant de roet in het eten gooiende ex-minnares van Claude Brasseur, de vader van debutante en hoofdactrice Sophie Marceau. 
In 1985 speelde ze mee in de meermaals bekroonde en genomineerde komedie Trois hommes et un couffin, een overdonderend succes, en dat jaar de meest bekeken film in Frankrijk. Voor haar rol van autoritaire kinderjuffrouw kreeg ze haar tweede nominatie voor de César voor beste vrouwelijke bijrol.
In de veelgelaagde satirische tragikomedie Quelques jours avec moi gaf Lavanant gestalte aan de echtgenote van supermarktuitbater Jean-Pierre Marielle. Haar prestatie leverde haar in 1989 een derde nominatie voor de César voor beste vrouwelijke bijrol op. 
Uit haar topperiode zijn nog vermeldenswaardig: Inspecteur la Bavure (1980), het door Balasko geschreven en gespeelde Les hommes préfèrent les grosses (1981), Papy fait de la résistance (naar een scenario van Clavier en de dicht bij Le Splendid aanleunende Martin Lamotte, 1983), Paroles et Musique (1984), Balasko's Sac de noeuds (1985) en Michel Blancs Grosse fatigue (1994). 
Ze verscheen in zes lange speelfilms van Jean-Pierre Mocky voor wiens thriller Agent trouble ze in 1988 de César voor beste vrouwelijke bijrol kreeg. 
In 2006 werd ze, lange tijd na Les Bronzés en Les Bronzés font du ski (1979), samen met de andere leden van Le Splendid, opnieuw gecast voor Les Bronzés 3. Dit slotluik van de Bronzés-trilogie van Patrice Leconte was dat jaar de meest populaire film aan de Franse kassa's. Lavanant kroop voor de derde keer in de huid van de schoonheidsspecialiste die wanhopig op zoek is naar liefde. Ze bakt het echter zo bruin dat ze naar een psychiatrische instelling moet afgevoerd worden.
In 2014 vertolkte ze de grootmoeder van le petit Nicolas in Les Vacances du petit Nicolas, gebaseerd op le Petit Nicolas, een reeks jeugdboeken van René Goscinny.

#### Komedies en samenwerkingen
Lavanant verscheen in allerlei soorten komedies: romantische komedies (Pièce montée, Le Mariage du siècle), misdaadkomedies (de kaskraker Inspecteur la Bavure, Y a-t-il un Français dans la salle?), erotische komedies (Calmos), zedenkomedies (Les Bronzés, Attention, une femme peut en cacher une autre!), muzikale komedies (Agathe Cléry), zwarte komedies (Un crime au Paradis), tragikomedies (... Comme la lune, Soigne ta droite), spionagekomedies (Gérard Oury's verdienstelijke Le Coup du parapluie), familiekomedies (Les Vacances du petit Nicolas, La Smala) en parodieën (het heel wat bijval genietende Papy fait de la résistance).
Ze werd gecast met en zonder de leden van Le Splendid. Ze speelde dikwijls aan de zijde van onder meer Josiane Balasko (13 komedies), Michel Blanc (11), Martin Lamotte (10), Thierry Lhermitte (9), Gérard Jugnot (8) en Christian Clavier (5).
Ze deelde ook meermaals de affiche met onder meer Michel Galabru (7), haar goede vriend Jean-Pierre Marielle (6), Richard Bohringer (6), Catherine Deneuve (4), Jean-Claude Brialy (4), Coluche (3), Jean Rochefort (3), Michel Serrault (3), Claude Brasseur (3), Miou-Miou (3), Bernadette Lafont (3) en Anémone (3). 

### Televisie
Vanaf het midden van de jaren negentig kwam de filmactiviteit van Lavanant op een lager pitje te staan. Ze begon, in een latere fase van haar acteercarrière, voor het medium televisie te werken. Haar twee meest vermeldenswaardige rollen waren de titelrollen in de langlopende en heel populaire series:  Imogène (1989-1996) en Soeur Thérèse.com (2002-2011). In Imogène, een serie die het midden houdt tussen spionage en misdaad en die met een vleug humor wordt geserveerd, vertolkte Lavanant tien afleveringen lang een detective die in haar geboortestreek Bretagne duistere zaken oplost. Tien jaar later was ze te zien in de eenentwintig afleveringen van de serie Soeur Thérèse.com, gemaakt in dezelfde trant (als Imogène). Ze gaf er gestalte aan een oud-inspecteur van politie die non is geworden en die door haar ex-man, een politieluitenant, dikwijls wordt verzocht om mee misdaden op te lossen.

## Filmografie (ruime selectie)
- 1973 - Le Grand Bazar (Claude Zidi)
- 1974 - Parade (Jacques Tati)
- 1975 - Les Galettes de Pont-Aven (Joël Séria)
- 1976 - Calmos (Bertrand Blier)
- 1977 - ... Comme la lune (Joël Séria)
- 1977 - Vous n'aurez pas l'Alsace et la Lorraine (Coluche en Marc Monnet)
- 1977 - Diabolo menthe (Diane Kurys)
- 1978 - Un papillon sur l'épaule (Jacques Deray)
- 1978 - Vas-y maman (Nicole de Buron)
- 1978 - Les Bronzés (Patrice Leconte)
- 1979 - Cause toujours... tu m'intéresses! (Edouard Molinaro)
- 1979 - A Little Romance (George Roy Hill)
- 1979 - Courage fuyons (Yves Robert)
- 1979 - Les Bronzés font du ski (Patrice Leconte)
- 1980 - Le Cheval d'orgueil (Claude Chabrol)
- 1980 - Le Coup du parapluie (Gérard Oury)
- 1980 - Inspecteur la Bavure (Claude Zidi)
- 1980 - La Boum (Claude Pinoteau)
- 1981 - Est-ce bien raisonnable? (Georges Lautner)
- 1981 - Les hommes préfèrent les grosses (Jean-Marie Poiré)
- 1981 - Hôtel des Amériques (André Téchiné)
- 1982 - Y a-t-il un Français dans la salle? (Jean-Pierre Mocky)
- 1983 - Coup de foudre (Diane Kurys)
- 1983 - Attention, une femme peut en cacher une autre! (Georges Lautner)
- 1983 - Papy fait de la résistance (Jean-Marie Poiré)
- 1984 - La Smala (Jean-Loup Hubert)
- 1984 - Paroles et Musique (Élie Chouraqui)
- 1985 - Le Mariage du siècle (Philippe Galland)
- 1985 - Sac de noeuds (Josiane Balasko)
- 1985 - Rendez-vous (André Téchiné)
- 1985 - Trois hommes et un couffin (Coline Serreau)
- 1987 - Agent trouble (Jean-Pierre Mocky)
- 1987 - Soigne ta droite (Jean-Luc Godard)
- 1988 - Quelques jours avec moi (Claude Sautet)
- 1992 - Ville à vendre (Jean-Pierre Mocky)
- 1993 - L'Ombre du doute (Aline Issermann)
- 1994 - Grosse fatigue (Michel Blanc)
- 1994 - Il mostro (Roberto Benigni)
- 1996 - Désiré (Bernard Murat)
- 2001 - Un crime au Paradis (Jean Becker)
- 2003 - Madame Édouard (Nadine Monfils)
- 2006 - Les Bronzés 3 (Patrice Leconte)
- 2008 - Agathe Cléry (Étienne Chatiliez)
- 2010 - Pièce montée (Denys Granier-Deferre)
- 2012 - Paulette (Jérôme Enrico)
- 2013 - À votre bon coeur, mesdames (Jean-Pierre Mocky)
- 2013 - Le Renard jaune (Jean-Pierre Mocky)
- 2014 - Les Vacances du petit Nicolas (Laurent Tirard)
- 2016 - Rouges étaient les lilas (Jean-Pierre Mocky)

## Prijzen en nominaties

### Prijzen
- 1988 - Agent trouble: César voor beste vrouwelijke bijrol

### Nominaties
- 1980 - Courage fuyons: César voor beste vrouwelijke bijrol
- 1986 - Trois hommes et un couffin: César voor beste vrouwelijke bijrol
- 1989 - Quelques jours avec moi: César voor beste vrouwelijke bijrol